# Caruthersville (Missouri)
Caruthersville település az Amerikai Egyesült Államok Missouri államában, Pemiscot megyében, melynek megyeszékhelye is. Lakosainak száma 5562 fő (2020. április 1.).

## Népesség
A település népességének változása:

| 2010 | 6 168 |
| 2020 | 5 562 |